# Vladimir Marković (umetnostni zgodovinar)
Vladimir Marković, hrvaški umetnostni zgodovinar, pedagog in akademik, * 1939, Daruvar.
Marković je bil predavatelj na Filozofski fakulteti v Zagrebu; je član Hrvaške akademije znanosti in umetnosti.